# Anton Zabolotny
Anton Konstantinovitch Zabolotny (en russe : Антон Константинович Заболотный) est un footballeur russe né le 13 juin 1991 à Aizpute en Lettonie. Il évolue au poste d'attaquant au Spartak Moscou.

## Biographie

### Carrière en club
Zabolotny naît à Aizpute en Lettonie, où son père, pilote militaire, est alors stationné. Il rentre rapidement en Russie où il habite différentes villes au fil des affectations de celui-ci. Jouant au football durant son temps libre, il est dans un premier temps repéré par le Metallourg Lipetsk avant de rejoindre le CSKA Moscou à l'âge de treize ans, où il signe son premier contrat professionnel en 2008.
Principalement utilisé dans les équipes de jeunes, il est par la suite envoyé successivement en prêt dans plusieurs clubs de deuxième division, nommément le Volgar Astrakhan, l'Oural Iekaterinbourg et le Dinamo Briansk entre 2010 et 2012. Il ne fait finalement jamais ses débuts avec l'équipe première du CSKA, rejoignant le FK Oufa, en deuxième division, en début d'année 2013. Après une saison et demie à Oufa, il s'engage avec le club de troisième division du Fakel Voronej en septembre 2014, où il contribue à la montée de l'équipe en deuxième division en inscrivant dix buts en dix-neuf matchs lors de la saison 2014-2015. Après un début de saison 2015-2016 décevant, il est dans un premier temps prêté au FK Tosno avant de s'engager définitivement avec le club durant l'été 2016. Zabolotny prend ainsi activement part à la victoire du club en championnat et à sa promotion à l'issue de la saison 2016-2017 en inscrivant seize buts en trente-deux matchs.
Zabolotny rejoint le Zénith Saint-Pétersbourg en janvier 2018. Il y découvre notamment la Ligue Europa où il dispute quatre rencontres lors de la phase finale, et prend également part à dix rencontres de championnat lors de la fin de saison, inscrivant un but face au SKA-Khabarovsk lors de la dernière journée. Réduit au statut de remplaçant pour la saison 2018-2019, il joue en tout trente matchs toutes compétitions confondues, dont douze en Ligue Europa où il est buteur en qualification face à Molde puis en phase de groupes face à Bordeaux. Il inscrit également un but en Coupe de Russie mais n'est pas buteur en championnat, où il ne joue que 233 minutes sur seize matchs, ce qui ne l'empêche pas d'être titré champion de Russie avec son club à l'issue de l'exercice.
À l'été 2019, Zabolotny rejoint le FK Sotchi, promu en première division. Sous ces couleurs, il participe notamment au maintien du club lors de la saison 2019-2020. Buteur à neuf reprises lors de l'exercice suivant, il aide cette fois les siens à atteindre la cinquième place en championnat et à se qualifier pour les compétitions européennes.
En fin de contrat à l'issue de cette dernière saison, Zabolotny fait son retour au CSKA Moscou durant l'été 2021.

### Carrière internationale
Zabolotny évolue dans un premier temps avec les équipes de jeunes de la sélection russe, disputant cinq matchs avec les moins de 19 ans et cinq autres avec les espoirs entre 2009 et 2012.
Il fait ses débuts en équipe nationale A lors d'un match amical face à la Corée du Sud. Il est par la suite inclus en tant que réserviste dans la liste étendue des joueurs sélectionnés pour la Coupe du monde 2018, mais n'est pas retenu dans la liste finale.

## Statistiques
| Saison                | Club                        | Championnat           | Championnat | Championnat | Coupe(s) nationale(s) | Coupe(s) nationale(s) | Compétition(s) continentale(s) | Compétition(s) continentale(s) | Compétition(s) continentale(s) | Total | Total |
| Saison                | Club                        | Division              | M.          | B.          | M.                    | B.                    | Comp.                          | M.                             | B.                             | M.    | B.    |
| 2010                  | Volgar Astrakhan (prêt)     | D2                    | 16          | 6           | 1                     | 0                     | -                              | -                              | -                              | 17    | 6     |
| 2011-2012             | Oural Iekaterinbourg (prêt) | D2                    | 21          | 6           | 1                     | 0                     | -                              | -                              | -                              | 22    | 6     |
| 2011-2012             | Dinamo Briansk (prêt)       | D2                    | 13          | 2           | -                     | -                     | -                              | -                              | -                              | 13    | 2     |
| 2012-2013             | FK Oufa                     | D2                    | 5           | 1           | -                     | -                     | -                              | -                              | -                              | 5     | 1     |
| 2013-2014             | FK Oufa                     | D2                    | 25          | 4           | 1                     | 0                     | -                              | -                              | -                              | 26    | 4     |
| 2014-2015             | Fakel Voronej               | D3                    | 19          | 10          | -                     | -                     | -                              | -                              | -                              | 19    | 10    |
| 2015-2016             | Fakel Voronej               | D2                    | 18          | 1           | 1                     | 0                     | -                              | -                              | -                              | 19    | 1     |
| 2015-2016             | FK Tosno (prêt)             | D2                    | 10          | 4           | -                     | -                     | -                              | -                              | -                              | 10    | 4     |
| 2016-2017             | FK Tosno                    | D2                    | 32          | 16          | 2                     | 0                     | -                              | -                              | -                              | 34    | 16    |
| 2017-2018             | FK Tosno                    | D1                    | 19          | 4           | -                     | -                     | -                              | -                              | -                              | 19    | 4     |
| 2017-2018             | Zénith Saint-Pétersbourg    | D1                    | 10          | 1           | -                     | -                     | C3                             | 4                              | 0                              | 14    | 1     |
| 2018-2019             | Zénith Saint-Pétersbourg    | D1                    | 16          | 0           | 2                     | 1                     | C3                             | 12                             | 2                              | 30    | 3     |
| 2019-2020             | FK Sotchi                   | D1                    | 21          | 5           | 1                     | 0                     | -                              | -                              | -                              | 22    | 5     |
| 2020-2021             | FK Sotchi                   | D1                    | 27          | 9           | 3                     | 1                     | -                              | -                              | -                              | 30    | 10    |
| 2021-2022             | CSKA Moscou                 | D1                    | 24          | 5           | 3                     | 1                     | -                              | -                              | -                              | 27    | 6     |
| 2022-2023             | CSKA Moscou                 | D1                    | 11          | 0           | 4                     | 0                     | -                              | -                              | -                              | 15    | 0     |
| Total sur la carrière | Total sur la carrière       | Total sur la carrière | 287         | 84          | 19                    | 3                     | -                              | 16                             | 2                              | 322   | 89    |

## Palmarès
Zénith Saint-Pétersbourg
- Champion de Russie en 2019.